# Makk József (szobrász)
Makk József (Budapest, 1908. március 18. – Budapest, 1982. január 6.) magyar szobrász.

## Élete
1936-tól 1940-ig az Iparművészeti Iskola díszítőszobrász szakán tanult. Mesterei voltak: Mátrai Lajos, Simay Imre és Reményi József. 1940-től 1944-ig Magyar Képzőművészeti Főiskola hallgatója volt, itt Kisfaludi Strobl Zsigmond volt a mestere. 1953-ban részt vett a Műcsarnokban megrendezett 4. Magyar Képzőművészeti kiállításon a Bányaépítés c. gipszdomborművével.

## Köztéri művei
- két dombormű (1954, Csepel, Technikum homlokzata)
- dombormű (kő, 1955, Dunaújváros, rendőrség homlokzata)